# Линёво (озеро, Московская область)
Линёво — озеро в Кривандинском сельском поселении Шатурского района Московской области. Относится к группе Туголесских озёр.

## Физико-географическая характеристика
Озеро, предположительно, ледникового происхождения.
Площадь — 0,18 км² (18 га), длина — около 480 м, ширина — около 430 м. Берега озера плоские, заболоченные, покрыты торфом.
Глубина — 0,5-3 м, максимальная глубина достигает 3 м. Дно покрыто толстым слоем сапропеля, толщиной до 10 м. Вода торфяная с тёмно-коричневой окраской.
Среди водной растительности распространены камыш, тростник, стрелолист, ряска, элодея, рдесты, канадский рис, кубышка, рогоз, также встречается пушица, белокрыльник и земноводная гречиха. В озере обитают: карась, щука, окунь, плотва, ёрш, верховка, карп, лещ. Озеро с прилегающими карьерами образуют зоологический заказник, здесь гнездятся и останавливаются на пролёте редкие и исчезающие виды птиц, занесённые в Красную книгу Московской области.
Озеро используется для рыболовства, имеет научное значение.